# Рыжая Зора (фильм)
«Рыжая Зора» (нем. Die Rote Zora und Ihre Bande) — экранизация произведения Курта Хельда режиссёра Петера Кахане. Является несколько вольным переложением классического сюжета.

## Сюжет
Действие происходит в небольшом городке в Хорватии в 1930-е годы. После смерти матери 12-летний Бранко отправиться на поиски своего отца. Страдая от голода, на рынке он подбирает рыбу, валявшуюся на земле. Но «блюстители порядка» обвиняют его в воровстве и отправляют в полицейский участок. Таинственная рыжеволосая девушка помогает ему убежать из камеры предварительного заключения. Так начинаются его приключения в команде Зоры.
Рыжеволосая Зора является лидером группы бездомных подростков. Сама она родом из Албании, но была вынуждена покинуть свою Родину четыре года назад, чтобы не стать жертвой кровной мести. Во время охоты, её отец случайно убил человека. Родственники убитого решили отомстить, убив всех мужчин из семьи Зоры: отца, дядю и всех её старших братьев. Они пришли в Хорватию втроём, с матерью и младшим братом. Но вскоре мать Зоры, а через несколько недель и брат умерли от пневмонии. Зора не захотела оставаться в сиротском приюте.
Фильма насыщен приключениями команды беспризорников под предводительством юной атаманши, которой постоянно удается обвести вокруг пальца местные власти. Её ловкость и находчивость становятся настоящей занозой в глазу для местного мэра и богатого торговца рыбой Карамана, которые стремятся контролировать весь город.

## Экранизация 1979 года
В 1979 году в Германии вышла 13-серийная телевизионная версия совместного производства ФРГ, Швейцарии и Югославии. В главных ролях снимались Лидия Ковачевич (в роли Зоры), Неделько Вукашович, Эдгар Мэндел, Анделько Кош, Борис Нинков, Драгомир Фелба, Увэ Фалькенбах, Эрик Шлеер, Ханнес Кэтнер и др.
Телесериал был дублирован на французский и итальянский языки. В России этот сериал на был показан.
Названия серий:
1. Branko kommt ins Gefängnis (Бранко попадает в тюрьму).
2. Die Mutprobe (Испытание мужества).
3. Die Burg der Uskoken (Крепость Ускока).
4. Der Fischer Gorian (Рыбак Гориан).
5. Der Kampf mit den Gymnasiasten (Битва с гимназистами).
6. Flucht in die Berge (Побег в горы).
7. Die Hexe Kata (Ведьма Ката).
9. Der große Fang (Большой улов).
10. Brankos erste Liebe (Первая любовь Бранко.) Во французском переводе эта серия называется «La Fille du maire» — «Дочь мэра».
11. Unverhoffter Reichtum (Непредвиденное богатство).
12. Der Kampf mit dem Kraken (Битва с Кракеном).
13. Eine Stadt steht Kopf (Город выбирает главу).